# 什洛維奇 (伊奇尼亞區)
50°56′36″N 32°17′35″E / 50.94333°N 32.29306°E
什洛維奇（烏克蘭語：Шиловичі），是烏克蘭北部的村莊，隸屬切爾尼希夫州的普里盧基區。該村始建於1600年，面積0.65平方公里，海拔高度131米，2001年人口126，人口密度每平方公里193.9人。